# Šestanovac
Šestanovac es un pueblo de la municipalidad de Velika Kladuša, en el cantón de Una-Sana, Bosnia y Herzegovina.

## Superficie
Posee una superficie de 7,59 kilómetros cuadrados.

## Demografía
Hasta 2013 la población era de 341 habitantes, con una densidad de población de 44,9 habitantes por kilómetro cuadrado.